# Livres des Rois (Bible)
Pour les articles homonymes, voir Livre des Rois.
Les Livres des Rois sont deux livres bibliques qui font partie du canon reconnu par les Juifs et toutes les Églises chrétiennes. Dans la Bible juive ils font partie du groupe des prophètes antérieurs qui comprend les livres de Josué, Juges, Samuel et Rois. Dans la Bible catholique les livres des Rois font partie des textes historiques. À l'origine, ils ne formaient qu'un seul livre qui dans la Septante étaient nommés Règnes 3 et 4 et faisaient suite aux Livres de Samuel nommés Règnes 1 et 2. Excepté chez les orthodoxes qui suivent la Septante, ils sont maintenant divisés en Premier Livre des Rois (1R) et Deuxième Livre des Rois (2R). Ils viennent après les Livres de Samuel et racontent l'histoire d'Israël de la fin du règne de David à la chute du royaume d'Israël et celui de Juda en 586 av. J.-C. Longtemps considérés comme écrits par le prophète Jérémie, ils sont maintenant le plus souvent considérés comme ayant été écrits par des rédacteurs de l'histoire deutéronomiste après la chute de Jérusalem en -586. Le livre est d'une structure complexe et reprend des thèmes, des formules, des constructions de récit d'une partie à l'autre. Cette écriture a plusieurs fins qui sont d'expliquer pourquoi YHWH a abandonné son peuple malgré ses promesses, de montrer qu'il faut adorer seulement YHWH et que le seul temple accepté par lui est à Jérusalem.

## Titre
En hébreu, les Livres des Rois sont appelés Melakhim [מלכים]. À l'origine les deux Livres des Rois n'en forment qu'un. C'est lors de la traduction de la Septante que ce livre est rattaché à celui de Samuel sous le titre générique de Règnes et divisés en quatre parties qui correspondent donc à Samuel 1 (Règnes 1), Samuel 2 (Règnes 2), Premier Livre des Rois (Règnes 3) et Second Livre des Rois (Règnes 4). Le regroupement opéré par la Septante est plus tard abandonné et Samuel et le Livre des Rois retrouvent leur indépendance mais la scission en deux livres à chaque fois persiste. La division en deux parties n'a d'autres causes que des considérations physiques, à savoir la longueur des rouleaux. En effet le texte en grec prend plus de place que le même en hébreu et lors de la traduction, il s'est avéré préférable de mettre le livre sur deux rouleaux. L'Église orthodoxe, cependant, garde toujours comme texte de référence la version de la Septante ; le regroupement en 4 livres Règnes continue donc à être utilisé. La division en deux livres apparaît dans les manuscrits juifs à partir du XVe siècle.

## Plan

### Place dans les canons
Dans la Bible juive, les Rois sont la dernière partie des Prophètes antérieurs (Neviim Rishonim [נביאים ראשונים] qui comprennent aussi le Livre de Josué, le Livre des Juges et Samuel. Le livre précède la partie des Neviim aharonim (Livre d'Isaïe, Livre de Jérémie et Livre d'Ézéchiel). Dans la tradition chrétienne cette distinction a été supprimée. Les livres des rois appartiennent aux livres historiques (qui intercalent le Livre de Ruth entre les Juges et Samuel) et sont suivis des Livres des Chroniques.
Une partie de la critique biblique, suppose que les livres des Rois faisaient à l'origine partie d'un vaste ensemble dénommé Ennéateuque qui aurait compris les cinq livres du Pentateuque et les quatre livres des Prophètes antérieurs. Cependant, même si des indices montrent que des liens existent entre les neuf premiers livres de la Bible (récit unique partant de la création du monde à la prise de Jérusalem et quelques éléments qui se répondent d'un livre à l'autre), cette hypothèse tient difficilement. En effet il n'a jamais été retrouvé de recueils de rouleaux comprenant tout cet ensemble et trop de différences stylistiques existent pour supposer une écriture unique.

### Récit

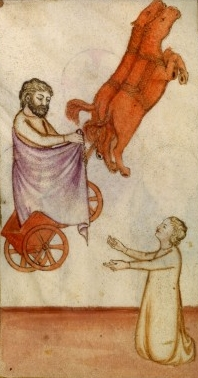
Élie montant au ciel dans un chariot.

Après le récit de la mort du roi David vers -970, le livre des Rois retrace l'histoire du règne de Salomon jusqu'à sa mort (1 Rois 1-11). Puis vient la partie qui va de la scission en deux royaumes en 1 Rois 12 jusqu'à la chute du royaume d'Israël (2 Rois 17). Enfin les derniers chapitres (2 Rois 18 à 25) racontent la vie des derniers rois de Juda jusqu'à la chute de Jérusalem. Ces deux dernières parties sont donc des successions de rois dans deux royaumes contigus. Le début et la fin de chaque règne sont décrits avec des formules récurrentes. Tout d'abord se trouve ce que Knauf appelle le synchronisme, c'est-à-dire l'âge qu'avait le roi du royaume voisin lors de l'accession au trône. Viennent ensuite la durée du règne et un jugement sur le roi. La notice finale donne les sources consultables pour vérifier la biographie achevée puis s'attarde sur la mort du roi et donne le nom de son successeur. Ces informations se retrouvent pour les rois des deux royaumes, mais des informations supplémentaires sur les rois de Juda sont ajoutées : l'âge lors du couronnement, le nom de la mère dans l'introduction et une information sur l'ensevelissement dans la conclusion. Lorsque le récit de l'accession au trône est plus développé, la notice introductive est abandonnée. C'est ainsi le cas pour Salomon. Parallèlement, la conclusion n'apparaît pas si les rois ont été déportés (roi d'Israël en 2R 17,4 ; roi de Juda en 2R 25,30).
Ce plan régulier est souvent interrompu par des passages consacrés aux prophètes qui annoncent la chute d'Israël et de Juda causées par l'iniquité des rois et du peuple qui délaissent Dieu et ses commandements pour se tourner vers les idoles des autres peuples. Ces passages, en particulier ceux consacrés à Élie et à Élisée (1R 11,29-40 ; 14,1-18 ; 17-19 ; 22,5-28 et 2R 1-9 ; 13, 14-21), pourraient avoir une source différente de celles utilisées pour la chronologie royale. Ils permettent d'intégrer ces livres historiques à l'ensemble des Prophètes antérieurs d'autant que les chapitres 18 à 20 du deuxième livre des Rois reprend sous forme abrégée le texte des chapitres 36 à 39 du Livre d'Isaïe.

### Structure
L'apparente simplicité de la construction du livre qui ne serait qu'une succession de biographies royales masque une structure plus profonde qui prend la forme d'un chiasme. Cette théorie établie par George Savran et reprise par Jerôme T. Walsh montre qu'à une première partie montrant l'histoire de Salomon, l'unité du royaume et la construction du temple (1R 1-11) répond un final décrivant la chute de Juda, dernier vestige du royaume unifié de Salomon, et la destruction du temple (2R 18-25). Entre ces deux parties s'insèrent l'histoire de Jéroboam qui crée le royaume de Samarie et pousse le peuple hébreu à l'idolâtrie (1R 11-14) et le récit de la chute de Samarie causée par l'apostasie continue des rois d'Israël (2R 17). Entre ces deux évènements s’enchâssent deux ensembles de textes relatant les vies des rois d'Israël et de Juda (1R 15-16 et 2R 13-16) ; ces deux groupes sont séparés par le récit de la dynastie des Omrides (1R 16-2R 12). Au cœur de cette partie centrale se trouve le départ d'Élie et son remplacement par Élisée.
Par ailleurs le livre des rois n'est pas seulement une chronologie des règnes. C'est aussi une succession de prophéties qui se réalisent par la suite. Il semble que deux groupes de textes, ceux des rois et ceux des prophètes sont en concurrence. Ceci est corroboré par une étude linguistique du texte puisque le récit royal est fait dans un hébreu du VIIe et VIe siècles av. J.-C. alors que celui des prophètes Élie et d'Élisée est plutôt daté de la fin du VIIIe siècle av. J.-C.. Les récits prophétiques auraient été ajoutés, en une ou plusieurs fois, à une histoire royale déjà constituée. Les passages d'un royaume à l'autre, les retours en arrière lorsque le regard se porte sur l'autre royaume entraînent un enchevêtrement des récits concurrents semblables à des tapisseries. Tout le récit est ainsi lié mais d'autres éléments renforcent cet effet. Ainsi des répétitions de formules sont utilisées lors de l'accession au trône d'un nouveau roi, des formules se font échos d'un roi à l'autre, des scènes se retrouvent comme la mort de Jézabel et celle d'Athalie ou bien le ministère d'Élie et celui d'Élisée. Une analyse plus générale montre aussi que des thèmes importants sont au cœur du message de l'auteur : la promesse de Yahvé et sa rupture face à l'apostasie presque continue des rois, les menaces que font peser les peuples étrangers, et particulièrement les femmes qui mènent à l'idolâtrie, l'importance du temple, etc..

## Auteur et datation
Une tradition juive, qui se retrouve dans le Talmud de Babylone, attribuait l'écriture de ces livres au prophète Jérémie mais l'exégèse a battu en brèche cette hypothèse et suppose une écriture complexe qui selon les auteurs aurait été étalée sur une longue période et aurait eu plusieurs auteurs. La théorie dominante est d'attribuer à un groupe de scribes exilés à Babylone, donc après -586, la responsabilité de ce texte qui aurait fait partie d'une histoire deutéronomiste. Toutefois, ce quasi-consensus masque une pluralité importante de propositions pour rendre compte de cette écriture.

### Auteurs

#### Hypothèse de l'histoire deutéronomiste
Une fois que la paternité de l'ouvrage a été ôtée à Jérémie, les commentateurs ont cherché à retrouver l'auteur véritable. Dès 1574, Andreas Masius suppose que les livres des Rois, tout comme ceux de Josué et des Juges ont été rédigés par Esdras. Cette théorie est reprise et amplifiée par Baruch Spinoza qui pense qu'Esdras est l'auteur des livres de la Torah et des prophètes antérieurs. À partir du XVIIIe siècle la recherche biblique se développe et d'autres théories vont être développées pour expliquer les différences textuelles et les contradictions que l'on trouve dans la Bible. Une hypothèse importante veut que plusieurs livres de la Bible aient fait partie d'un ensemble appelé histoire deutéronomiste. Un groupe d'auteurs auraient raconté l'histoire d'Israël qui va des livres du Deutéronome jusqu'aux livres des Rois.
Dans le cas précis de ces livres plusieurs théories s'affrontent. Tout d'abord se trouvent ceux qui voient dans ces livres deux blocs : à un premier récit écrit à l'époque du roi Josias (ou selon certains du roi Ézéchias) se serait greffé un second bloc rédigé après l'exil comprenant les chapitres 24 et 25 de 2 R. D'autres chercheurs penchent pour une écriture en trois couches nommées DtrH, DtrP, DtrN quoique certains complexifient encore ce modèle en subdivisant ces couches en DtrH1, DtrH2, DtrS, etc.). Les positions les plus récentes des adeptes d'une histoire deutéronomiste suggèrent un texte bref qui aurait été peu à peu développé.

#### Une écriture de l'exil
L'hypothèse deutéronomiste n'est pas la seule à tenter de rendre compte de l'écriture des textes historiques de la Bible. Ainsi Konrad Schmidt suppose qu'à une histoire retraçant la période de Moïse et de Josué et datant d'avant l'exil aurait été ajoutée pendant l'exil une histoire de la royauté reprise dans les livres de Samuel et ceux des Rois. Lorsque le Pentateuque aurait été constitué, un second groupe de textes, celui des Prophètes Antérieurs, aurait été rassemblé pour retracer l'histoire du peuple hébreu à l'époque de la royauté. Néanmoins, cela ne signifie pas que le texte reste figé à partir du VIIe et VIe siècles av. J.-C. Deux versions du livre des Rois auraient cohabité et l'édition finale date des années -200.

### Datation
Dans le modèle de l'histoire deutéronomiste, l'analyse des cadres enserrant la vie de chaque roi et l'appréciation portée permet de supposer un premier texte écrit à l'époque du roi Josias. L'histoire du roi Salomon, d'origine indépendante, aurait été ajouté à ce récit royal. Ceci expliquerait les incohérences dans le texte général qui n'auraient pas été résolues. Ainsi, en 1R 5,27-32 les Hébreux sont soumis à la corvée pour la construction du Temple alors qu'en 1R 15-23 seuls les non-juifs sont de corvée. Cependant, l'espoir d'une restauration d'un roi de la famille de David vers -520 peut laisser supposer une écriture post-exilique de la succession royale partant de Salomon et aboutissant au dernier roi de Juda, Sédécias. Ce texte aurait été achevé entre le IVe et IIe siècles av. J.-C. (date d'écriture du Livres des Chroniques et date de rédaction de la Septante). Vers le milieu ou la fin du IIe siècle av. J.-C., le texte massorétique aurait été rédigé par des prêtres du temple de Jérusalem en développant certains passages de la Septante.

### Différentes versions
Le livre des Rois est un livre qui se retrouve dans tous les canons bibliques. Le texte cependant varie selon les versions. Le texte massorétique comporte des différences significatives avec celui de la Septante, et celle-ci existe par ailleurs en plusieurs versions puisque des ajouts tirés du texte massorétique ont été introduits par la suite. Ainsi, les péchés du roi Manassé sont beaucoup plus grave dans le texte massorétique où il est accusé d'avoir introduit dans le temple de Jérusalem des idoles païennes. La Septante apparaît comme étant la plus ancienne et le TM est un texte amélioré pour mieux faire sentir au lecteur le mal qu'a fait Manassé et expliquer pourquoi Yahvé est revenu sur sa promesse.

## Historiographie

### Sources
Les auteurs pour rédiger ce texte citent comme références des ouvrages, aujourd'hui disparus : Les actes de Salomon, Les annales des rois d'Israël (utilisées pour la période allant de Jéroboam à Osée), Les annales des rois de Juda (de Roboam à Sédécias et l'épisode de Guédélia (en) en 2R 25) et L'histoire des anciens rois (utilisé aussi dans les livres de Samuel elle couvre une période qui court de Saül à Jéhu).

### Réalité historique
Alors que les évènements racontés dans le Livre de Samuel et le début du Livre des Rois évoquant un royaume puissant dirigé par Saül, David et Salomon tient plus de la fiction que de la réalité historique, ceux qui sont évoqués du chapitre 15 du livre 1 au chapitre 25 du livre 2 apparaissent comme plus vraisemblables. En effet, les découvertes épigraphiques confirment qu'à partir du IXe siècle av. J.-C. les données fournies par le Livre des Rois peuvent être vérifiées. Cela ne signifie pas que le récit est entièrement fiable puisque les auteurs utilisent leurs sources dans une visée théologique. Tout le texte est orienté vers la destruction du temple de Jérusalem et cherche à l'expliquer par l'inconduite persistante des rois. Cette inconduite constante chez les rois d'Israël entraîne la destruction du royaume et lorsque les rois de Juda commettent les mêmes erreurs, Yahvé prononce la même condamnation et finalement le sort des deux royaumes est lié. De plus, le livre ne donne pas de dates précises mais se réfère à des évènements. Lors de l'accession au trône d'un roi, le nombre d'années de règne de l'autre monarque est donné. À partir d'évènements historiques connus par ailleurs et datés, il est possible de donner des dates approximatives pour les évènements décrits mais cela ne permet pas de résoudre des difficultés de cohérences. La date d'accès au trône a évolué dans le temps, les durées des règnes de David et de Salomon ont été imaginées pour que la durée entre la sortie d'Égypte et la construction du temple soit de 480 ans soit 12 générations de 40 ans, enfin des rois ont pu régner ensemble pendant une partie du règne de l'un et il n'est pas indiqué si la durée du second règne commence à la mort de l'autre roi ou du début du règne commun. Par ailleurs, les différences entre le texte de MT et celui de la Septante amènent des contradictions dans la durée de règne des rois.
Des études comparées du texte biblique et des éléments archéologiques montrent clairement que l'histoire telle qu'elle est racontée dans le livre des Rois ne peut être acceptée totalement. Cependant, elles montrent aussi que sur de nombreux points, qui sont plus nombreux à mesure que le récit se rapproche de la date présumée d'écriture, à savoir celle de l'exil babylonien, l'histoire des royaumes de Juda et d'Israël est conforme à ce que l'on sait par ailleurs de l'histoire de la région.

## Thèmes et théologie

### Finalité du texte
Le récit historique ne cherche pas à être une chronique neutre des évènements passés. Il a le projet d'expliquer la chute des royaumes hébreux et l'exil. Cette explication qui court tout au long du texte se réfère aux fautes des rois envers YHWH. Le modèle royal par excellence est David et chaque roi est mesuré à son aune. Le récit a donc une fin moralisatrice et les jugements portés ne le sont qu'à l'égard du respect porté aux commandements divins et non aux réussites militaires ou économiques des rois. Les errements répétés des rois et de leurs entourages amènent l'annulation de la promesse divine. Cependant, puisqu'il est nécessaire que le châtiment divin s'accomplisse, cela ne signifie pas pour autant que tout espoir est abandonné. Après 1R 16,34 qui montre la reconstruction de Jéricho, alors que Josué avait maudit quiconque rebâtirait cette cité, commence l'histoire d'Élie. Or, celui-ci se rend sur le mont Horeb en accomplissant le chemin inverse de celui de Josué. Ce pèlerinage prophétise le retour des Hébreux en Israël et la refondation d'un royaume soumis à Yahvé. Cette fonction du prophète comme signe d'une refondation possible préfigure celle souhaitée par le rédacteur du livre des Rois qui devrait être réalisée par les prêtres en tant qu'ils sont les successeurs des prophètes.
À cela s'ajoute une visée politique évidente. Quelle que soit l'hypothèse de la rédaction retenue (deutéronomiste ou non), il apparaît que la mise en forme finale date de la période de l'exil et que l'auteur a pour but de défendre les prétentions des responsables politiques en place en Israël avant la prise de Jérusalem ou celles de leurs descendants. L'apologie de la famille régnante issue du roi David vise à préparer une restauration lors du retour à Jérusalem. Cette tentative se concrétisera en -520 mais s'achèvera par un échec. La fin du livre marque selon certains une attente messianique.

### Idéologie

#### Idéologie religieuse
Le livre des Rois promeut une idéologie plus rigide que celle trouvée dans le Pentateuque. Deux notions imbriquées gouvernent le récit : il n'existe qu'un seul Dieu et un seul temple (celui de Jérusalem) pour l'adorer. Les rois pêchent souvent contre ses deux commandements. Ils adorent d'autres dieux comme Baal ou Ashera ou vénèrent YHWH à d'autres endroits qu'à Jérusalem. Salomon lui-même, bien qu'il ait reçu de Yahvé la sagesse fait construire des autels pour des idoles étrangères : Kemosh de Moab, Milkom des Ammonites entre autres. Il décide cela afin de satisfaire ses femmes d'origines étrangères. Après la mort de Salomon et la division du royaume, Jéroboam Ier, roi d'Israël, rend hommage à Dieu à Béthel et à Dan puisque le temple est à Jérusalem dans le royaume de Juda. Ces critiques ont cependant pour base un anachronisme puisque ces notions sont issues du Deutéronome ; or, selon le livre des Rois, ce texte n'aurait été retrouvé que sous le règne de Josias. Les rois antérieurs ne pouvaient donc violer des lois divines dont ils ignoraient l'existence.

#### Idéologie politique
Dans la fin du livre (2R 25,27-30) qui décrit le sort de Joachin des exégètes ont montré que cela est à rapprocher de la destinée de Joseph. Tous deux prisonniers d'un roi, ils s'élèvent jusqu'à devenir conseillers du monarque. Cependant, Joseph, symboliquement, quitte l'Égypte lorsque ces ossements sont emportés par Moïse alors que Joachin reste à Babylone qui est ainsi promue comme une terre où les Juifs peuvent vivre en paix.

## Intertextualité

### Controverses internes à la Bible
La destruction du royaume d'Israël est due, pour l'auteur du Livre des Rois, à l'apostasie des gouvernants mais cette position n'est pas acceptées dans tous les autres livres. Ainsi, le Livre d'Isaïe préfère insister sur l'incompétence des suzerains, Jérémie regrette le refus de se soumettre à la puissance de Babylone et Ézéchiel insiste encore plus sur l'importance de la pureté cultuelle. Le Psaume 44 et le livre de Jonas, dans une moindre mesure, s'opposent aussi sur des idées avancées par le Livre des Rois. Le Psaume explique que la foi n'empêche pas la défaite et Jonas se moque de l'idée d'une théologie nationaliste.

### Livres de Samuel
Les livres de Samuel et des Rois sont fortement liés et cela a même amené les éditeurs de la version de la Septante à les réunir en un seul ensemble dénommé Règnes. Les livres de Samuel racontent la naissance de la monarchie avec l'onction de Saül par le prophète Samuel mais Dieu se détourne de Saül et lui préfère David. Cet abandon d'un roi de la tribu de Benjamin pour un habitant de Juda est la préfiguration du livre des Rois où les rois d'Israël sont jugés de façon négative alors que plusieurs rois de Juda, de la lignée de David, reçoivent un jugement positif.

### Isaïe
La chute de la royauté davidique pourrait être interprété comme un échec de la volonté et de la promesse divine. En effet, à la fin du livre des Rois, Dieu n'a plus de temple, de pays, de nation. Toutefois, cela permet au message du prophète Isaïe de se développer et de promouvoir l'idée d'un Dieu régnant sur l'ensemble de la terre sans être attaché à un État, un roi, un temple. Les liens entre le livre des rois et celui d'Isaïe sont nets et visibles dans les thèmes mais aussi dans le choix du vocabulaire qui montre une inspiration du Livre d'Isaïe sur le rédacteur du livre des rois. Ainsi, la relation entre le royaume d'Israël, la Samarie, et Juda se retrouvent dans les deux livres (2R 21,13 et Isaïe 28,17) et les mêmes termes sont utilisés. Ainsi le mot, traduit en français par niveau, ne se retrouvent que dans ces deux passages dans toute la Bible. Ces liens posent la question de savoir quel livre s'inspire de l'autre ou si les deux ont une même source. Depuis 1821 et les travaux de Wilhelm Gesenius, l'accord se fait sur une antériorité du livre des Rois qui aurait donc servi d'inspiration au rédacteur du livre d'Isaïe. Cependant, des exégètes modernes ont remis en cause cette affirmation et voit plutôt une copie du texte d'Isaïe dans le livre des Rois.

## Postérité
L'idéologie du livre des Rois insiste sur le caractère unique du temple de Jérusalem pour adorer Yavhé et cet aspect se retrouve aussi dans d'autres livres prophétiques. Ceci est une des raisons du schisme avec les Samaritains qui affirment la prédominance du mont Garizim comme lieu saint.
En dehors de cet aspect idéologique, le livre est la source de récits importants qui ont connu une grande notoriété comme l'histoire du prophète Élie monté au ciel encore vivant sur un chariot enflammé et qui est vu comme l'annonceur du Messie ou celle de la reine de Saba dont les amours supposées avec le roi Salomon ont inspiré les écrivains. Ainsi  l'épopée éthiopienne le Kebra Nagast, qui raconte cette rencontre et la naissance d'un fils, Ménélik, premier roi d'Éthiopie.
Au Moyen Âge en Europe, les rois sont invités à le lire pour qu'ils modèlent leur conduite sur les rois hébreux qui ont plu à Yahvé et voir quels bénéfices ils ont pu en retirer. Cependant, le livre est commenté abondamment et la conduite des rois, même les élus de Yahvé, est interrogée. Ainsi, Salomon, n'est pas jugé comme un modèle à cause de ses choix d'épouses étrangères et son acceptation d'idoles. À l'époque de la Réforme les jugements sur les rois selon leur obéissance aux commandements divins et les châtiments qui frappent les impies inspirent particulièrement les protestants qui attendent un comportement exemplaire de leurs suzerains. Ceci justifie par la suite les régicides français au XVIe siècle et anglais au XVIIe siècle.